# Бербеницы
Бербени́цы (укр. Бербениці) — село,
Бербеницкий сельский совет,
Лохвицкий район,
Полтавская область,
Украина.
Код КОАТУУ — 5322680501. Население по переписи 2001 года составляло 506 человек.
Является административным центром Бербеницкого сельского совета, в который не входят другие населённые пункты.

## Географическое положение
Село Бербеницы находится на берегах реки Лохвица,
выше по течению на расстоянии в 3,5 км расположено село Осняг,
ниже по течению на расстоянии в 2 км расположено село Жабки.

## История
- 1643 — дата основания.

## Экономика
- Молочно-товарная ферма.

## Объекты социальной сферы
- Школа.